# Lajos Tamás (operatőr)
Lajos Tamás (Pécs, 1964. április 19. –) Kossuth- és Balázs Béla-díjas magyar operatőr, producer, jogász, érdemes művész, üzletember.

## Életpályája
1982-ben érettségizett a Nagy Lajos Gimnáziumban. 1989-ben diplomázott a Janus Pannonius Tudományegyetem állam és jogtudományi karán. 1988-1991 között a Színház- és Filmművészeti Főiskola videó-operatőr szakos hallgatója volt.
1982–1989 között a Magyar Televízió munkatársa volt. 1989-ben a MAFILM-nél dolgozott. 1991–1998 között a Magyar Televízió és a MAFILM operatőre volt. 2001-től a Színház- és Filmművészeti Egyetem tanára volt. 1999-ben saját produkciós céget alapított. Reklámokat, televíziós- és játékfilmeket is készített. 2016-tól a Nemzeti Kulturális Alap filmművészeti kollégiumának vezetője. 2020-tól a Színház- és Filmművészeti Egyetemet fenntartó alapítvány kuratóriumának tagja.

### Magánélete
Felesége Altorjai Anita, Áder János köztársasági elnök volt sajtófőnöke, a Duna Médiaszolgáltató vezérigazgatója.

## Produceri munkái
- A legyőzhetetlenek (2013)
- Szabadság – különjárat (2013)
- Tetemre hívás (2014)
- Utolsó órák (2014)
- A berni követ (2014)
- A fekete múmia átka (2015)
- Félvilág (2015)
- Szürke senkik (2016)
- Árulók (2017)
- Trezor (2018)
- Az utolsó nagyasszony (2018)
- Örök tél (2018)
- Apró mesék (2019)
- Így vagy tökéletes (2021)
- Post Mortem (2021)
- Attila, Isten ostora (2022)
- A játszma (2022)
- Blokád (2022)
- Ida regénye (2022)
- Pacsirta (2022)
- Semmelweis (2023)
- Ők tudják, mi a szerelem (2024)
- Ma este gyilkolunk (2024)
- Sárkányok Kabul felett (2025)

## Díjai és kitüntetései
- Magyar Filmdíj a legjobb tévéfilmnek (2016) – a Félvilág című filmért
- Magyar Filmdíj a legjobb tévéfilmnek (2017) – a Szürke senkik című filmért
- Magyar Filmdíj a legjobb tévéfilmnek (2018) – az Árulók című filmért
- Balázs Béla-díj (2018)
- A Magyar Érdemrend lovagkeresztje (2019)[11]
- Érdemes művész (2021)
- Kossuth-díj (2025)